# 娱乐大风暴
娱乐大风暴（英语：Entertainment Whirlwind）曾是凤凰卫视的娱乐新闻资讯节目，於2005年至2014年期間播放，前身是于1996年3月31日随凤凰卫视开播而开播的自办娱乐新闻资讯节目《相聚凤凰台》，也是凤凰卫视开播之初为数不多的自办节目之一。节目主要报道香港、台湾、大陆及欧美的娱乐圈最新动向、热门八卦情报、炙手可热的巨星星踪。
节目开播之初为两人主持，分别是沈星和尉迟琳嘉，此后改为一人主持，2012年起女主持人改为2010年中华小姐环球大赛冠军田川担任主持。
凤凰卫视资讯台的类似节目为《娱乐新闻报道》，前身为《凤凰娱乐新闻》，在姜声扬进入新闻部担任新闻主播之前，姜声扬一直担任该节目的主持人。目前该节目由王晴或《娱乐大风暴》主持人主持。
《娱乐大风暴》已於2015年被《全媒體大開講》取代；而《娱乐新闻报道》亦已於同年2月12日播放最後一集，其後《娱乐大风暴》与《娱乐新闻报道》两档节目由只於中文台播放的《娱乐快報》所取代，惟《娱乐快報》於同年年末便隨娛樂時尚組遭遣散而停播，随后被整合至《凤凰早班车》、《凤凰子夜快车》、《凤凰正点播报》三档节目成为“娱乐快递”板块。

## 冠名
1998年节目由长虹集团赞助播出。
2002年节目由中国电信独家赞助。
2003年5月到2004年4月节目由深圳好日子赞助。
2012-2013年节目由维维集团冠名，更名为维维·娱乐大风暴。

## 播出时间[3]

### 娱乐大风暴（已停播）
- 凤凰卫视中文台：香港时间星期一至五18:00-18:25首播，次日13:50-14:15重播
- 凤凰卫视美洲台：美国西岸时间星期一至五09:30-10:00首播，星期二至四、次星期一02:40-03:10重播
- 凤凰卫视欧洲台：伦敦时间星期一至五16:35-17:00首播，次日08:30-08:55重播
- 凤凰卫视澳洲版：悉尼时间星期二至六17:30-17:55

每期节目的播出长度最初为20分钟，2014年6月30日，因《文明启示录》停播，播出长度延长至25分钟。如遇特别节目，播出长度则会缩短5分钟（以上均含广告）。

### 娱乐新闻报道（已停播）
凤凰卫视资讯台：香港时间星期二至六00:30-01:00首播，11:30-12:00重播；春節暫停

### 娱乐快報（已停播）
凤凰卫视中文台：每周共播放九集
- 星期一播放一集，香港时间16:55首播，星期二01:55、10:55重播；
- 星期二至五共播放兩集，第一集14:55首播，星期三至六01:55重播；
- 第二集星期二至四16:55首播，星期三至五10:55重播；星期五16:55首播，星期六10:55、14:55重播。

## 娱乐大风暴环节
- 娱乐快搜：最新娱乐资讯快报
- 暴风头条：头条娱乐新闻
- 音乐教室
- 重头戏：最新上映电影介绍

## 外部連結
- 节目官網 （页面存档备份，存于）